# 大崎神社 (久喜市)
大崎神社（おおさきじんじゃ）は、埼玉県久喜市の神社。

## 歴史
創建年代は不明である。当初は「神倉龍蔵権現社」という名称であった。この人名のような社名の由来に関する口伝は伝わっていないが、別当寺の金剛院の山号と寺号が「神倉山龍蔵寺」であることから、金剛院の開山と同時期に創建されたものと推測される。
1873年（明治6年）、近代社格制度に基づく「村社」に列せられ、社名も「龍蔵神社」に改められた。1944年（昭和19年）に「大崎神社」に再改称した。
江戸時代後期の地誌『新編武蔵風土記稿』では、当社の祭神は不明で、本地仏として十一面観音と愛染明王の両像があったという。現在の祭神は級長津彦命と級長戸辺命の二柱で、かつての本地仏の両像は行方不明になっている。

## 交通アクセス
- 路線バス稲荷前停留所より徒歩19分。